# Llista de l'art públic de Sants-Montjuïc
Llista de l'art públic de Sants-Montjuïc (Barcelona) inclòs en el catàleg raonat d'art públic editat per l'Ajuntament de Barcelona i la Universitat de Barcelona.
| Títol | Descripció | Autor/Data | Material                                                                                        | Localització | Codi           | Imatge |
| --- | --- | --- | ----------------------------------------------------------------------------------------------- | --- | -------------- | --- |
| Stèle pour les Droits de l'Homme, Estela pels Drets Humans                                                                              | | Escultor: Jean-Pierre Raynaud, signada obra de 1990, col·locada 1993, en aquest emplaçament des de 1997                                                                                      | estructura de resina i fibra de vidre aplacada de marbre blanc de Tassos                        | Jardins Joan Maragall 41° 22′ 01″ N, 2° 09′ 20″ E / 41.36683°N,2.15554°E                                                     | 08019/25-1     | Estela pels Drets Humans (Jean-Pierre Raynaud) · Carregueu una nova foto d'aquesta obra                                                              |
| A les víctimes dels carlins (desaparegut)                                                                                               | | 1847, traslladat 1849, enderrocat 1870 | marbre blanc                                                                                    | Pg. Josep Carner | 08019/1313-1   | Carregueu una nova foto d'aquesta obra |
| El Forjador, El Treball | | Escultor: Josep Llimona, signada model de 1914, col·locada 1930, retirada i instal·lada en aquest emplaçament 1985                                                                           | bronze                                                                                          | Pl. de l'Univers 41° 22′ 24″ N, 2° 09′ 06″ E / 41.37333°N,2.1518°E                                                           | 08019/2008-2   | El Forjador (Josep Llimona) · Vegeu més fotos d'aquesta obra · Carregueu una nova foto d'aquesta obra                                                |
| Repòs -original- | | Escultor: Josep Viladomat, sobre un original de Manolo Hugué obra de 1925, reproduïda 1928 i instal·lada 1961, en aquest emplaçament des de 2002                                             | pedra                                                                                           | Jardins Laribal (Montjuïc) 41° 22′ 06″ N, 2° 09′ 33″ E / 41.36824°N,2.15925°E                                                | 08019/2038-1   | Repòs (segons Manolo Hugué) · Vegeu més fotos d'aquesta obra · Carregueu una nova foto d'aquesta obra                                                |
| Sant Jordi, Sant Jordi nu o Sant Jordi triomfant                                                                                        | | Escultor: Josep Llimona 1924. En curs de restauració | bronze                                                                                          | Pl. de Sant Jordi, Mirador del Llobregat 41° 22′ 02″ N, 2° 08′ 36″ E / 41.36713°N,2.14347°E                                  | 08019/3001-1   | Sant Jordi (Josep Llimona) · Vegeu més fotos d'aquesta obra · Carregueu una nova foto d'aquesta obra                                                 |
| Serenitat | | Escultor: Josep Clarà, signada 1929 1916, col·locada el 1929, en l'actual emplaçament des de 2005                                                                                            | pedra de Montjuïc                                                                               | Pl. de l'Armada 41° 22′ 14″ N, 2° 10′ 21″ E / 41.37053°N,2.17238°E                                                           | 08019/3003-1   | Serenitat (Josep Clarà) · Vegeu més fotos d'aquesta obra · Carregueu una nova foto d'aquesta obra                                                    |
| Als promotors del Poble Espanyol | | Autor desconegut 1962 | pedra calcària                                                                                  | Av. de l'Estadi, davant del Poble Espanyol 41° 22′ 10″ N, 2° 08′ 46″ E / 41.36948°N,2.14615°E                                | 08019/3004-1   | Als promotors del Poble Espanyol (anònim) · Carregueu una nova foto d'aquesta obra                                                                   |
| A l'aviador Duran, El Dolor y la Gloria                                                                                                 | | Escultor: Jaume Duran, signada 1928 | bronze, sobre pedra de Montjuïc                                                                 | Pl. de Sant Jordi, Mirador del Llobregat 41° 21′ 59″ N, 2° 10′ 03″ E / 41.36635°N,2.16754°E                                  | 08019/3005-1   | A l'aviador Duran (Jaume Duran) · Carregueu una nova foto d'aquesta obra                                                                             |
| La sardana | | Escultor: Josep Cañas, signada, amb la col·laboració de Carles Amadon realització 1965, col·locació 1966, placa 2009                                                                         | pedra calcària, ferro                                                                           | Pl. de la Sardana 41° 22′ 05″ N, 2° 10′ 07″ E / 41.36799°N,2.16872°E                                                         | 08019/3006-1   | La sardana (Josep Cañas) · Vegeu més fotos d'aquesta obra · Carregueu una nova foto d'aquesta obra                                                   |
| La puntaire | | Escultor: Josep Viladomat, signada 1972 | bronze patinat negre                                                                            | Jardins de Mossèn Costa i Llobera 41° 22′ 03″ N, 2° 10′ 20″ E / 41.36756°N,2.17221°E                                         | 08019/3007-1   | La puntaire (Josep Viladomat) · Carregueu una nova foto d'aquesta obra                                                                               |
| Manelic, Homenatge a Àngel Guimerà | | Escultor: Josep Montserrat, signada 1909 | bronze sobre pedestal de pedra                                                                  | Jardins de la Fundació Joan Miró 41° 22′ 09″ N, 2° 09′ 38″ E / 41.36909°N,2.16042°E                                          | 08019/3008-1   | Manelic (Josep Montserrat) · Carregueu una nova foto d'aquesta obra                                                                                  |
| La bellesa | | Escultor: Josep Llimona, signada 1925 | marbre                                                                                          | Pl. Dante 41° 22′ 07″ N, 2° 09′ 54″ E / 41.36873°N,2.16506°E                                                                 | 08019/3009-1   | La bellesa (Josep Llimona) · Vegeu més fotos d'aquesta obra · Carregueu una nova foto d'aquesta obra                                                 |
| Amor a la infantesa, Infància protegida                                                                                                 | | Escultor: Josep Llimona 1916 | pedra de Montjuïc                                                                               | Av. Miramar, 9, Escola del Bosc 41° 22′ 08″ N, 2° 09′ 41″ E / 41.36895°N,2.16139°E                                           | 08019/3010-1   | Carregueu una nova foto d'aquesta obra |
| Homenatge a Barcelona | | Escultor: Josep Maria Subirachs, signada 1969 | formigó i bronze                                                                                | Pl. del Mirador, Montjuïc 41° 22′ 00″ N, 2° 10′ 06″ E / 41.36663°N,2.16837°E                                                 | 08019/3011-1   | Homenatge a Barcelona (Josep Maria Subirachs) · Vegeu més fotos d'aquesta obra · Carregueu una nova foto d'aquesta obra                              |
| A Joan Pañella | | Escultora: Meritxell Durán 1991 | bronze sobre pedra calcària                                                                     | Jardins de Mossèn Costa i Llobera 41° 22′ 10″ N, 2° 10′ 22″ E / 41.36955°N,2.17265°E                                         | 08019/3012-1   | A Joan Pañella (Meritxell Durán) · Carregueu una nova foto d'aquesta obra                                                                            |
| Noia de la trena | | Escultor: Josep Viladomat, signada 1928, en l'actual emplaçament des de 2003 | bronze                                                                                          | Jardins Laribal 41° 22′ 03″ N, 2° 09′ 30″ E / 41.36757°N,2.15834°E                                                           | 08019/3013-1   | Noia de la trena (Josep Viladomat) · Vegeu més fotos d'aquesta obra · Carregueu una nova foto d'aquesta obra                                         |
| Estival | | Escultor: Jaume Otero 1929 | marbre                                                                                          | Jardins Laribal, darrera del Museu Etnològic de Montjuïc 41° 22′ 06″ N, 2° 09′ 25″ E / 41.36826°N,2.15693°E                  | 08019/3014-1   | Estival (Jaume Otero) · Vegeu més fotos d'aquesta obra · Carregueu una nova foto d'aquesta obra                                                      |
| A mossèn Amadeu Oller | | Escultor: Rafael Solanich 1964 | bronze sobre pedra de Montserrat                                                                | C. Constitució amb Amadeu Oller 41° 22′ 12″ N, 2° 08′ 16″ E / 41.36992°N,2.13765°E                                           | 08019/3015-1   | A mossèn Amadeu Oller (Rafael Solanich) · Carregueu una nova foto d'aquesta obra                                                                     |
| Fertilitat, Mediterrània | | Escultor: Josep Clarà, signada 1928 | pedra de Montjuïc                                                                               | Pl. de l'Armada, Jardins de Miramar 41° 22′ 12″ N, 2° 10′ 20″ E / 41.36991°N,2.17216°E                                       | 08019/3016-1   | Fertilitat (Josep Clarà) · Vegeu més fotos d'aquesta obra · Carregueu una nova foto d'aquesta obra                                                   |
| General Moscardó (desaparegut) | | Escultor: José María Navarro 1959, retirat 2004 | bronze sobre granit                                                                             | C. Guàrdia Urbana, actualment en magatzem municipal 41° 22′ 18″ N, 2° 09′ 16″ E / 41.37172°N,2.15436°E                       | 08019/3017-1   | Es creu que no es poden fer fotos lliures d'aquesta obra                                                                                             |
| Al general Franco (desaparegut) | | Escultor: Josep Viladomat 1963, traslladada 1986, retirada 2001, desapareguda 2008 | bronze                                                                                          | Castell de Montjuïc | 08019/3018-1   | Al general Franco (Josep Viladomat) · Modifica el valor a Wikidata · Es creu que no es poden fer fotos lliures d'aquesta obra                        |
| Evocació del treball, Treball | | Escultor: Eudald Serra 1961, posteriorment es va desplaçar a l'emplaçament actual | bronze                                                                                          | Pl. Carles Buïgas 41° 22′ 15″ N, 2° 09′ 04″ E / 41.37081°N,2.15101°E                                                         | 08019/3019-1   | Evocació del treball (Eudald Serra) · Carregueu una nova foto d'aquesta obra                                                                         |
| Als creadors de l'Exposició de 1929, Meditació                                                                                          | | Escultor: Robert Vasconcel, signada obra de 1940, col·locada en aquest emplaçament 1970 | marbre                                                                                          | C. dels Vivers 41° 22′ 00″ N, 2° 09′ 32″ E / 41.36677°N,2.15876°E                                                            | 08019/3020-1   | Als creadors de l'Exposició de 1929 (Robert Vasconcel) · Carregueu una nova foto d'aquesta obra                                                      |
| Als caiguts del Fossat | | Escultors: Miquel Oslé, Llucià Oslé Arquitectes: Manuel Baldrich, Joaquim de Ros de Ramis, Josep Soteras Mauri, Manuel de Solà Morales Rosselló i Josep Mas 1940                             | bronze                                                                                          | Fossat de Santa Elena, Castell de Montjuïc 41° 21′ 48″ N, 2° 09′ 52″ E / 41.36331°N,2.16446°E                                | 08019/3021-1   | Als caiguts del Fossat (Miquel i Llucià Oslé) · Carregueu una nova foto d'aquesta obra                                                               |
| A Simón Bolívar | | Escultor: Vicenç Anton, signada original en bronze 1930, còpia en pedra per l'autor 1946 | pedra                                                                                           | C. de la Foixarda 41° 22′ 05″ N, 2° 08′ 48″ E / 41.36802°N,2.14671°E                                                         | 08019/3022-1   | A Simón Bolívar (Vicenç Anton) · Modifica el valor a Wikidata · Carregueu una nova foto d'aquesta obra                                               |
| Rellotges de sol | | Escultor: Julià Riu i Serra, signada 1963 | pedra de Montjuïc                                                                               | Castell de Montjuïc 41° 21′ 49″ N, 2° 10′ 04″ E / 41.36353°N,2.16766°E                                                       | 08019/3023-1   | Rellotges de sol (Julià Riu i Serra) · Carregueu una nova foto d'aquesta obra                                                                        |
| La veremadora, La Vendangeuse. Pomona                                                                                                   | | Escultor: Pau Gargallo, signada 1927-1928 | pedra de Montjuïc                                                                               | Pl. de l'Armada, Jardins de Miramar 41° 22′ 16″ N, 2° 10′ 18″ E / 41.37102°N,2.1718°E                                        | 08019/3024-1   | La veremadora (Pau Gargallo) · Carregueu una nova foto d'aquesta obra                                                                                |
| Babieca | | Escultor: Yasuo Mizui 1968 | bronze sobre base de pedra calcària                                                             | Camp de la Foixarda 41° 22′ 02″ N, 2° 08′ 56″ E / 41.36716°N,2.14878°E                                                       | 08019/3026-1   | Es creu que no es poden fer fotos lliures d'aquesta obra                                                                                             |
| A Miguel de Cervantes | | Escultor: Frederic Marès, signada concurs de 1930, col·locada en aquest emplaçament 1953 | bronze                                                                                          | Poble Espanyol 41° 22′ 08″ N, 2° 08′ 51″ E / 41.36895°N,2.14758°E                                                            | 08019/3027-1   | A Miguel de Cervantes (Frederic Marès) · Modifica el valor a Wikidata · Es creu que no es poden fer fotos lliures d'aquesta obra                     |
| A Frederic Mistral | | Escultor: Eusebi Arnau, signada Arquitecte: Josep Puig i Cadafalch 1930 | bronze sobre pedestal de pedra                                                                  | Pg. de les Cascades, prop del Palau Nacional de Montjuïc 41° 22′ 11″ N, 2° 09′ 17″ E / 41.36978°N,2.15467°E                  | 08019/3028-1   | A Frederic Mistral (Eusebi Arnau) · Carregueu una nova foto d'aquesta obra                                                                           |
| L'au dels temporals, El pi de Formentor                                                                                                 | | Escultor: Joaquim Ros i Bofarull, signada 1970 | bronze                                                                                          | Jardins de Mossèn Costa i Llobera 41° 21′ 57″ N, 2° 10′ 14″ E / 41.3658°N,2.17057°E                                          | 08019/3029-1   | L'au dels temporals (Joaquim Ros i Bofarull) · Carregueu una nova foto d'aquesta obra                                                                |
| Noia dels lliris, Homenatge a Jacint Verdaguer                                                                                          | | Escultor: Ramón Sabí, signada 1970 | bronze                                                                                          | Jardins Mossèn Jacint Verdaguer 41° 22′ 01″ N, 2° 09′ 54″ E / 41.36694°N,2.16512°E                                           | 08019/3030-1   | Noia dels lliris (Ramón Sabí) · Vegeu més fotos d'aquesta obra · Carregueu una nova foto d'aquesta obra                                              |
| El Timbaler del Bruc | | Escultor: Frederic Marès, signada 1962, còpia d'un original de 1952 | bronze sobre pedestal d'obra vista                                                              | Castell de Montjuïc 41° 21′ 46″ N, 2° 09′ 56″ E / 41.36265°N,2.16542°E                                                       | 08019/3032-1   | El Timbaler del Bruc (Frederic Marès) · Carregueu una nova foto d'aquesta obra                                                                       |
| Estela del Castell, Monòlit al general Franco (desaparegut)                                                                             | | 1970, retirada 2002 |                                                                                                 | Castell de Montjuïc | 08019/3033-1   | Es creu que no es poden fer fotos lliures d'aquesta obra                                                                                             |
| Paviments del Mirador de l'Alcalde | | Disseny: Joan Josep Tharrats 1967 | ceràmica, pedra, vidre, ferro, maó                                                              | Pl. del Mirador, Montjuïc 41° 22′ 00″ N, 2° 10′ 08″ E / 41.36669°N,2.16884°E                                                 | 08019/3034-1   | Paviments del Mirador de l'Alcalde · Vegeu més fotos d'aquesta obra · Carregueu una nova foto d'aquesta obra                                         |
| Dante | | Escultura: còpia d'un original de Cesare Zocchi original de 1896, còpia de 1921 | bronze                                                                                          | Pl. Dante 41° 22′ 06″ N, 2° 09′ 54″ E / 41.36844°N,2.16506°E                                                                 | 08019/3036-1   | Dante (segons Cesare Zocchi) · Carregueu una nova foto d'aquesta obra                                                                                |
| Maternitat | L'obra original va ser traslladada de la plaça de Navas al pati d'accés de l'Ajuntament de Barcelona a la Plaça Sant Jaume on es a l'actualitat. De fet, el projecte de la plaça de 1982 dels arquitectes Daniel Navas, Neus Solé i Imma Jansana, va estar pensat amb la incorporació d'una de les ultimes obres de Joan Rebull “Dona asseguda” de 1981, això no va ser possible, encara que més tard una còpia d'aquesta obra es va fer per l'accés principal del Parlament de Catalunya.                                  | Escultor: Joan Rebull obra de 1960, col·locada en l'actual emplaçament 1982 i substituïda per una còpia de bronze el 1995, restaurada 2012.                                                  | bronze sobre pedestal de pedra                                                                  | Pl. Navas 41° 22′ 27″ N, 2° 09′ 33″ E / 41.37422°N,2.15913°E                                                                 | 08019/3039-1   | Maternitat (Joan Rebull) · Modifica el valor a Wikidata · Vegeu més fotos d'aquesta obra · Carregueu una nova foto d'aquesta obra                    |
| Al·legoria de la sardana | | Escultor: Ernest Maragall i Noble Arquitecte: Joaquim Casamor obra de 1965, col·locada en l'emplaçament actual des de 1970                                                                   | marbre blanc                                                                                    | Jardins Joan Maragall 41° 22′ 00″ N, 2° 09′ 16″ E / 41.36674°N,2.1545°E                                                      | 08019/3041-1   | Al·legoria de la sardana (Ernest Maragall i Noble) · Carregueu una nova foto d'aquesta obra                                                          |
| Susanna al bany | | Escultor: Théophile-Eugène-Victor Barrau Arquitecte: Joaquim Casamor model de 1884, obra de 1896, col·locada en l'emplaçament actual des de 1970                                             | marbre blanc                                                                                    | Jardins Joan Maragall 41° 21′ 59″ N, 2° 09′ 17″ E / 41.36646°N,2.1546°E                                                      | 08019/3042-1   | Susanna al bany (Théophile Barrau) · Vegeu més fotos d'aquesta obra · Carregueu una nova foto d'aquesta obra                                         |
| Dona a la Cascada | | Escultora: Eulàlia Fàbregas de Sentmenat c. 1970 | marbre blanc                                                                                    | Jardins Joan Maragall 41° 22′ 01″ N, 2° 09′ 18″ E / 41.36683°N,2.15511°E                                                     | 08019/3043-1   | Dona a la Cascada (Eulàlia Fàbregas de Sentmenat) · Carregueu una nova foto d'aquesta obra                                                           |
| Dona a la Cascada | | Escultora: Eulàlia Fàbregas de Sentmenat c. 1970 | marbre blanc                                                                                    | Jardins Joan Maragall 41° 22′ 00″ N, 2° 09′ 19″ E / 41.36669°N,2.15533°E                                                     | 08019/3044-1   | Dona a la Cascada (Eulàlia Fàbregas de Sentmenat) · Carregueu una nova foto d'aquesta obra                                                           |
| Nu a l'estany | | Escultor: Antoni Casamor Arquitecte: Joaquim Casamor 1970 | marbre blanc sobre pedestal de pedra                                                            | Jardins Joan Maragall 41° 22′ 01″ N, 2° 09′ 23″ E / 41.36697°N,2.15644°E                                                     | 08019/3045-1   | Nu a l'estany (Antoni Casamor) · Carregueu una nova foto d'aquesta obra                                                                              |
| Dona amb nen | | Escultora: Luisa Granero Arquitecte: Joaquim Casamor 1970 | marbre blanc                                                                                    | Jardins Joan Maragall 41° 22′ 02″ N, 2° 09′ 20″ E / 41.36729°N,2.15561°E                                                     | 08019/3046-1   | Dona amb nen (Luisa Granero) · Carregueu una nova foto d'aquesta obra                                                                                |
| Dona amb nena | | Escultora: Luisa Granero Arquitecte: Joaquim Casamor 1970 | marbre blanc                                                                                    | Jardins Joan Maragall 41° 22′ 02″ N, 2° 09′ 21″ E / 41.36716°N,2.15581°E                                                     | 08019/3047-1   | Dona amb nena (Luisa Granero) · Carregueu una nova foto d'aquesta obra                                                                               |
| Dona ajaguda | | Escultor: Enric Monjo, signada Arquitecte: Joaquim Casamor 1970 | marbre blanc                                                                                    | Jardins Joan Maragall 41° 22′ 02″ N, 2° 09′ 23″ E / 41.36733°N,2.15627°E                                                     | 08019/3048-1   | Dona ajaguda (Enric Monjo) · Carregueu una nova foto d'aquesta obra                                                                                  |
| Dona ajaguda | | Escultor: Enric Monjo, signada Arquitecte: Joaquim Casamor 1970 | marbre blanc                                                                                    | Jardins Joan Maragall 41° 22′ 02″ N, 2° 09′ 25″ E / 41.36713°N,2.15704°E                                                     | 08019/3049-1   | Dona ajaguda (Enric Monjo) · Carregueu una nova foto d'aquesta obra                                                                                  |
| Cèrvols | | Escultor: Frederic Marès Arquitecte: Joaquim Casamor c. 1967, col·locada en aquest emplaçament 1970                                                                                          | marbre blanc                                                                                    | Jardins Joan Maragall 41° 22′ 05″ N, 2° 09′ 21″ E / 41.368°N,2.1559°E                                                        | 08019/3050-1   | Cèrvols (Frederic Marès) · Vegeu més fotos d'aquesta obra · Carregueu una nova foto d'aquesta obra                                                   |
| Noia amb casquet de bany | | Escultora: Marifé Tey Arquitecte: Joaquim Casamor 1970 | marbre blanc                                                                                    | Jardins Joan Maragall 41° 22′ 03″ N, 2° 09′ 24″ E / 41.36752°N,2.15678°E                                                     | 08019/3051-1   | Noia amb casquet de bany (Marifé Tey) · Carregueu una nova foto d'aquesta obra                                                                       |
| Noia ajaguda, Nu estirat | | Escultor: Joan Rebull Arquitecte: Joaquim Casamor obra de 1950, col·locada en aquest emplaçament 1970                                                                                        | marbre blanc                                                                                    | Jardins Joan Maragall 41° 22′ 01″ N, 2° 09′ 26″ E / 41.36702°N,2.15721°E                                                     | 08019/3052-1   | Noia ajaguda (Joan Rebull) · Carregueu una nova foto d'aquesta obra                                                                                  |
| Pietat, Homenatge als immolats per la llibertat a Catalunya                                                                             | | Escultor: Ferran Ventura, signada obra de 1981, còpia en bronze en aquest emplaçament 1984, reinstal·lada 2003                                                                               | bronze                                                                                          | Fossar de la Pedrera 41° 21′ 19″ N, 2° 08′ 54″ E / 41.35531°N,2.14844°E                                                      | 08019/3053-1   | Pietat (Ferran Ventura) · Vegeu més fotos d'aquesta obra · Carregueu una nova foto d'aquesta obra                                                    |
| El bon pastor, El Rosselló | | Escultor: Joan Rebull 1929 | pedra calcària                                                                                  | Jardins Joan Maragall 41° 22′ 05″ N, 2° 09′ 23″ E / 41.36815°N,2.15645°E                                                     | 08019/3054-1   | El bon pastor (Joan Rebull) · Carregueu una nova foto d'aquesta obra                                                                                 |
| Serena | | Escultora: Pilar Francesch, signada Arquitecte: Joaquim Casamor c 1970 | bronze                                                                                          | Jardins Joan Maragall 41° 22′ 04″ N, 2° 09′ 18″ E / 41.36766°N,2.15503°E                                                     | 08019/3055-1   | Serena (Pilar Francesch) · Vegeu més fotos d'aquesta obra · Carregueu una nova foto d'aquesta obra                                                   |
| L'aiguadora, Dona amb gerro | | Escultor: Louis Sauvegeau (atr.) Arquitecte: Joaquim Casamor obra de 1862, col·locada en aquest emplaçament des de 1970                                                                      | bronze                                                                                          | Jardins Joan Maragall 41° 22′ 05″ N, 2° 09′ 22″ E / 41.36817°N,2.15602°E                                                     | 08019/3056-1   | L'aiguadora (Louis Sauvegeau) · Carregueu una nova foto d'aquesta obra                                                                               |
| Venus itàlica, Venus de Fréjus | | Escultor: Jaume Duran 1929 | marbre blanc                                                                                    | Jardins Joan Maragall, façana del Palauet Albéniz 41° 22′ 02″ N, 2° 09′ 21″ E / 41.36734°N,2.1559°E                          | 08019/3057-1   | Venus itàlica (Jaume Duran) · Carregueu una nova foto d'aquesta obra                                                                                 |
| Diana de Gàbies | | Escultor: Josep Miret 1929 | marbre                                                                                          | Jardins Joan Maragall, façana del Palauet Albéniz 41° 22′ 03″ N, 2° 09′ 21″ E / 41.36738°N,2.1558°E                          | 08019/3058-1   | Diana de Gàbies (Josep Miret) · Carregueu una nova foto d'aquesta obra                                                                               |
| Venus de Fréjus, Diana | | Escultor: Josep Miret 1929 | marbre                                                                                          | Jardins Joan Maragall, façana del Palauet Albéniz 41° 22′ 03″ N, 2° 09′ 21″ E / 41.36751°N,2.15587°E                         | 08019/3059-1   | Venus de Fréjus (Josep Miret) · Carregueu una nova foto d'aquesta obra                                                                               |
| Companya de Diana | | Escultor: Josep Miret a partir d'un original de René Fremin 1929 | marbre                                                                                          | Jardins Joan Maragall, façana del Palauet Albéniz 41° 22′ 03″ N, 2° 09′ 21″ E / 41.36758°N,2.15597°E                         | 08019/3060-1   | Companya de Diana (Josep Miret) · Carregueu una nova foto d'aquesta obra                                                                             |
| Venus | | Escultor: Josep Miret 1929 | marbre blanc                                                                                    | Jardins Joan Maragall, façana del Palauet Albéniz 41° 22′ 03″ N, 2° 09′ 22″ E / 41.36741°N,2.15605°E                         | 08019/3061-1   | Venus (Josep Miret) · Carregueu una nova foto d'aquesta obra                                                                                         |
| Diana pentinant-se | | Escultor: Josep Miret 1929 | marbre blanc                                                                                    | Jardins Joan Maragall, façana del Palauet Albéniz 41° 22′ 03″ N, 2° 09′ 22″ E / 41.36748°N,2.15615°E                         | 08019/3062-1   | Diana pentinant-se (Josep Miret) · Carregueu una nova foto d'aquesta obra                                                                            |
| Antonino Pio | | Escultor: Josep Miret 1929 | marbre blanc                                                                                    | Jardins Joan Maragall, façana del Palauet Albéniz 41° 22′ 04″ N, 2° 09′ 22″ E / 41.36775°N,2.15621°E                         | 08019/3063-1   | Antonino Pio (Josep Miret) · Carregueu una nova foto d'aquesta obra                                                                                  |
| Faustina Augusta | | Escultor: Josep Miret 1929 | marbre blanc                                                                                    | Jardins Joan Maragall, façana del Palauet Albéniz 41° 22′ 04″ N, 2° 09′ 22″ E / 41.36775°N,2.15621°E                         | 08019/3064-1   | Faustina Augusta (Josep Miret) · Carregueu una nova foto d'aquesta obra                                                                              |
| Els dos lleons | | Escultor: Venanci Vallmitjana i Barbany (atrib.) obra anterior a 1925, col·locada en aquest emplaçament 1970                                                                                 | marbre                                                                                          | Jardins Joan Maragall, façana del Palauet Albéniz 41° 22′ 04″ N, 2° 09′ 23″ E / 41.36775°N,2.1563°E                          | 08019/3065-1   | Els dos lleons (Venanci Vallmitjana) · Carregueu una nova foto d'aquesta obra                                                                        |
| L'Aigua | | Escultor: Frederic Marès, signada 1928 | pedra de Montjuïc                                                                               | Mirador del Palau Nacional, Montjuïc 41° 22′ 09″ N, 2° 09′ 11″ E / 41.36906°N,2.15307°E                                      | 08019/3067-1   | L'Aigua (Frederic Marès) · Vegeu més fotos d'aquesta obra · Carregueu una nova foto d'aquesta obra                                                   |
| La Terra | | Escultor: Frederic Marès, signada 1928 | pedra de Montjuïc                                                                               | Mirador del Palau Nacional, Montjuïc 41° 22′ 09″ N, 2° 09′ 12″ E / 41.36914°N,2.15329°E                                      | 08019/3068-1   | La Terra (Frederic Marès) · Vegeu més fotos d'aquesta obra · Carregueu una nova foto d'aquesta obra                                                  |
| Les flors, Figura femenina | | Escultor: Josep Llimona, signada obra de 1927, col·locada en aquest emplaçament 1929 | marbre blanc des de 1930 (inicialment pedra de Montjuïc)                                        | Pl. Marquès de la Foronda, Montjuïc 41° 22′ 13″ N, 2° 09′ 08″ E / 41.37029°N,2.15219°E                                       | 08019/3069-1   | Les flors (Josep Llimona) · Vegeu més fotos d'aquesta obra · Carregueu una nova foto d'aquesta obra                                                  |
| Sedent, Figura femenina | | Escultor: Josep Llimona, signada obra de 1927, col·locada en aquest emplaçament 1929 | marbre blanc des de 1930 (inicialment pedra de Montjuïc)                                        | Pl. Marquès de la Foronda, Montjuïc 41° 22′ 14″ N, 2° 09′ 09″ E / 41.37042°N,2.15252°E                                       | 08019/3070-1   | Sedent (Josep Llimona) · Vegeu més fotos d'aquesta obra · Carregueu una nova foto d'aquesta obra                                                     |
| Maternitat | | Escultor: Sebastià Badia, signada 1970 | pedra                                                                                           | Jardins Mossèn Jacint Verdaguer 41° 22′ 07″ N, 2° 09′ 48″ E / 41.36849°N,2.16328°E                                           | 08019/3071-1   | Maternitat (Sebastià Badia) · Carregueu una nova foto d'aquesta obra                                                                                 |
| Rellotge de sol, Rosa dels Vents | | Escultora: Luisa Granero 1961. Retirada temporalment per treballs de manteniment | marbre blanc                                                                                    | Pl. de l'Armada 41° 22′ 11″ N, 2° 10′ 19″ E / 41.36961°N,2.17204°E                                                           | 08019/3072-1   | Carregueu una nova foto d'aquesta obra |
| Marinada, Dansarina | L'any 1929 forma part del disseny de l'Exposició Internacional dins l'espai dels jardins del passeig de Santa Madrona, a Montjuïc. Amb els anys ha tornat a aquell mateix indret. Entre el 1983 i el 1992 l'escultura va estar recuperada de l'oblit dels magatzems municipals pels arquitectes Daniel Navas, Neus Solé, Imma Jansana que la varen incorporar com a element icònic al projecte dels jardins coneguts com a Porta de Montjuïc i ara dedicats al filòsof alemany Walter Benjamin, al passeig de Josep Carner. | Escultor: Antoni Alsina, signada 1929 | bronze                                                                                          | Pg. de Santa Madrona, Museu Arqueològic 41° 22′ 08″ N, 2° 09′ 28″ E / 41.36895°N,2.15766°E                                   | 08019/3073-1   | Marinada (Antoni Alsina) · Carregueu una nova foto d'aquesta obra                                                                                    |
| A Gaspar de Portolà | | Escultor: Lluís Montané i Mollfulleda, signada obra de 1961, col·locada en aquest emplaçament 1986, còpia en bronze de 1997                                                                  | bronze                                                                                          | Castell de Montjuïc 41° 21′ 47″ N, 2° 10′ 02″ E / 41.36316°N,2.16716°E                                                       | 08019/3074-1   | A Gaspar de Portolà (Lluís Montané) · Es creu que no es poden fer fotos lliures d'aquesta obra                                                       |
| La Tardor | | Escultor: Joan Borrell i Nicolau Arquitecte: Joaquim Casamor obra de 1935, col·locada en aquest emplaçament 1970                                                                             | marbre sobre pedestal de granit                                                                 | Jardins Joan Maragall 41° 22′ 05″ N, 2° 09′ 20″ E / 41.36797°N,2.15561°E                                                     | 08019/3075-1   | La Tardor (Joan Borrell) · Carregueu una nova foto d'aquesta obra                                                                                    |
| Figura femenina, Venus | | Escultor: Joan Borrell i Nicolau Arquitecte: Joaquim Casamor obra de 1929, col·locada en aquest emplaçament 1970                                                                             | pedra de Montjuïc                                                                               | Jardins Joan Maragall 41° 22′ 01″ N, 2° 09′ 27″ E / 41.36694°N,2.15742°E                                                     | 08019/3076-1   | Figura femenina (Joan Borrell) · Carregueu una nova foto d'aquesta obra                                                                              |
| Futbolista, El campió | | Escultor: Llucià Oslé 1912 executada, 1928-1929 adquirida i col·locada, 2012 a l'actual emplaçament                                                                                          | bronze                                                                                          | Av. de l'Estadi, 60 -Museu Olímpic i de l'Esport Joan Antoni Samaranch- 41° 21′ 59″ N, 2° 09′ 26″ E / 41.36633°N,2.15715°E   | 08019/3080-1   | Futbolista (Llucià Oslé) · Modifica el valor a Wikidata · Carregueu una nova foto d'aquesta obra                                                     |
| Fossar de la Pedrera | | Paisatge: Beth Galí, Màrius Quintana, Pere Casajoana Escultors: Ferran Ventura, Juanjo Novella 1985                                                                                          | paisatge                                                                                        | Fossar de la Pedrera (accés pel Cementiri de Montjuïc) 41° 21′ 22″ N, 2° 08′ 56″ E / 41.35621°N,2.14893°E                    | 08019/3081-1   | Fossar de la Pedrera · Vegeu més fotos d'aquesta obra · Carregueu una nova foto d'aquesta obra                                                       |
| Als llibertaris morts pel franquisme | | Escultor: Juanjo Novella 2011 | acer corten                                                                                     | Fossar de la Pedrera -Cementiri de Montjuïc- 41° 21′ 20″ N, 2° 08′ 56″ E / 41.355569°N,2.148940°E                            | 08019/3081-2   | Als llibertaris morts pel franquisme (Juanjo Novella) · Vegeu més fotos d'aquesta obra · Carregueu una nova foto d'aquesta obra                      |
| Neptú | | Escultor: Manuel Fuxà, signada Arquitectes: Luis Peña Ganchegui, Francesc Rius obra de 1881, en aquest emplaçament des de 1985                                                               | pedra amb element metàl·lic                                                                     | Parc de l'Espanya Industrial 41° 22′ 41″ N, 2° 08′ 29″ E / 41.37806°N,2.14133°E                                              | 08019/3082-1   | Neptú (Manel Fuxà) · Carregueu una nova foto d'aquesta obra                                                                                          |
| Venus moderna | | Escultor: Peresejo, signada Arquitectes: Luis Peña Ganchegui, Francesc Rius obra de 1929, en aquest emplaçament des de 1985                                                                  | marbre blanc                                                                                    | Parc de l'Espanya Industrial 41° 22′ 40″ N, 2° 08′ 28″ E / 41.37767°N,2.14098°E                                              | 08019/3083-1   | Venus moderna (Peresejo) · Carregueu una nova foto d'aquesta obra                                                                                    |
| Tors de dona | | Escultor: Enric Casanovas, signada Arquitectes: Luis Peña Ganchegui, Francesc Rius obra 1947, en aquest emplaçament des de 1985, bronze de 1999. L'original avui al vestíbul de l'Ajuntament | bronze                                                                                          | Parc de l'Espanya Industrial 41° 22′ 38″ N, 2° 08′ 26″ E / 41.37712°N,2.14057°E                                              | 08019/3084-1   | Tors de dona (Enric Casanovas) · Carregueu una nova foto d'aquesta obra                                                                              |
| Els Bous de l'abundància, Al·legoria de Barcelona                                                                                       | | Escultor: Antoni Alsina, signada Arquitectes: Luis Peña Ganchegui, Francesc Rius obra de 1927, en aquest emplaçament des de 1985                                                             | pedra de Montjuïc                                                                               | Parc de l'Espanya Industrial 41° 22′ 38″ N, 2° 08′ 28″ E / 41.37716°N,2.14121°E                                              | 08019/3085-1   | Els Bous de l'abundància (Antoni Alsina) · Carregueu una nova foto d'aquesta obra                                                                    |
| Alto Rhapsody, Rapsòdia en Alto | | Escultor: Anthony Caro Arquitectes: Luis Peña Ganchegui, Francesc Rius 1985 | ferro forjat                                                                                    | Parc de l'Espanya Industrial 41° 22′ 37″ N, 2° 08′ 22″ E / 41.37708°N,2.13958°E                                              | 08019/3086-1   | Alto Rhapsody (Anthony Caro) · Carregueu una nova foto d'aquesta obra                                                                                |
| Landa V | | Escultor: Pablo Palazuelo Arquitectes: Luis Peña Ganchegui, Francesc Rius 1985 | acer                                                                                            | Parc de l'Espanya Industrial 41° 22′ 37″ N, 2° 08′ 24″ E / 41.37703°N,2.13987°E                                              | 08019/3087-1   | Landa V (Pablo Palazuelo) · Carregueu una nova foto d'aquesta obra                                                                                   |
| El ciclista, En memòria dels 75 anys de la Volta Ciclista de Catalunya                                                                  | | Escultor: Jorge José Castillo 1986 | acer inoxidable pintat                                                                          | Pl. Sants 41° 22′ 31″ N, 2° 08′ 07″ E / 41.37535°N,2.13535°E                                                                 | 08019/3088-1   | El ciclista (Jorge José Castillo) · Vegeu més fotos d'aquesta obra · Carregueu una nova foto d'aquesta obra                                          |
| El pallasso, Charlie Rivel | | Escultor: Joaquim Ros i Sabaté, signada 1972 | bronze                                                                                          | Jardins Joan Brossa, antic Parc d'Atraccions de Montjuïc 41° 22′ 05″ N, 2° 09′ 58″ E / 41.36805°N,2.16609°E                  | 08019/3089-1   | El pallasso (Joaquim Ros) · Vegeu més fotos d'aquesta obra · Carregueu una nova foto d'aquesta obra                                                  |
| A Carmen Amaya | | Escultor: Josep Cañas, signada 1966 | bronze                                                                                          | Jardins Joan Brossa, antic Parc d'Atraccions de Montjuïc 41° 22′ 07″ N, 2° 09′ 56″ E / 41.36851°N,2.16568°E                  | 08019/3090-1   | A Carmen Amaya (Josep Cañas) · Vegeu més fotos d'aquesta obra · Carregueu una nova foto d'aquesta obra                                               |
| A Joaquim Blume | | Escultor: Nicolau Ortiz, signada 1966 | bronze, acer i base de formigó                                                                  | Jardins Joan Brossa, antic Parc d'Atraccions de Montjuïc 41° 22′ 09″ N, 2° 10′ 02″ E / 41.36905°N,2.16726°E                  | 08019/3091-1   | A Joaquim Blume (Nicolau Ortiz) · Carregueu una nova foto d'aquesta obra                                                                             |
| Charlot | | Escultora: Núria Tortras, signada 1972. Actualment en restauració | bronze                                                                                          | Jardins Joan Brossa, antic Parc d'Atraccions de Montjuïc 41° 22′ 09″ N, 2° 10′ 11″ E / 41.36924°N,2.16967°E                  | 08019/3092-1   | Charlot (Núria Tortras) · Carregueu una nova foto d'aquesta obra                                                                                     |
| Morgen, Matí | | Escultor: Georg Kolbe obra original de 1925, còpia per al pavelló 1929, nova còpia en la reconstrucció col·locada 1986                                                                       | bronze                                                                                          | Av. Francesc Ferrer i Guàrdia -Pavelló Mies van der Rohe- 41° 22′ 14″ N, 2° 09′ 00″ E / 41.37064°N,2.14993°E                 | 08019/3093-1   | Morgen (Georg Kolbe) · Vegeu més fotos d'aquesta obra · Carregueu una nova foto d'aquesta obra                                                       |
| El drac | | Escultor: Andrés Nagel Arquitectes: Luis Peña Ganchegui, Francesc Rius 1987 | planxes d'acer pintat                                                                           | Parc de l'Espanya Industrial, accés tancat per obres a l'Estació de Sants 41° 22′ 44″ N, 2° 08′ 31″ E / 41.37881°N,2.14182°E | 08019/3094-1   | El drac (Andrés Nagel) · Vegeu més fotos d'aquesta obra · Carregueu una nova foto d'aquesta obra                                                     |
| Els genets | | Escultor: Pau Gargallo 1928-1929, restauració 1989 | bronze                                                                                          | Estadi Olímpic de Montjuïc Lluís Companys 41° 21′ 56″ N, 2° 09′ 20″ E / 41.36561°N,2.15566°E                                 | 08019/3095-99  | Els genets (Pau Gargallo) · Vegeu més fotos d'aquesta obra · Carregueu una nova foto d'aquesta obra                                                  |
| A Ferrer i Guàrdia | Dedicat a Francesc Ferrer i Guàrdia | Escultor: Auguste Puttemans, còpia de Robert Ghysels Pedestal: Beth Galí obra original de 1911, còpia col·locada en l'actual emplaçament 1990                                                | bronze sobre pedestal de pedra                                                                  | Av. de l'Estadi, accés al Palau Nacional 41° 22′ 01″ N, 2° 09′ 11″ E / 41.36696°N,2.15296°E                                  | 08019/3098-1   | A Ferrer i Guàrdia (Auguste Puttemans) · Vegeu més fotos d'aquesta obra · Carregueu una nova foto d'aquesta obra                                     |
| Canvi, Utsurohi | | Escultora: Aiko Miyawaki 1990 | 36 columnes de pedra artificial i 55 cables d'acer inoxidable                                   | Pg. de Minici Natal 41° 21′ 51″ N, 2° 09′ 09″ E / 41.36429°N,2.15262°E                                                       | 08019/3099-1   | Canvi (Aiko Miyawaki) · Carregueu una nova foto d'aquesta obra                                                                                       |
| Les quatre columnes | | Arquitecte: originals Josep Puig i Cadafalch, de la restitució Manuel Sangenís i Josep Miquel Roselló 1919, enderrocades 1928, reconstruïdes 2007-2010, 2011                                 | pedra                                                                                           | Pl. Carles Buigas 41° 22′ 15″ N, 2° 09′ 08″ E / 41.370766°N,2.152084°E                                                       | 08019/3101-1   | Les quatre columnes (Josep Puig i Cadafalch) · Vegeu més fotos d'aquesta obra · Carregueu una nova foto d'aquesta obra                               |
| Khatxkar per l'amistat Catalunya-Armènia                                                                                                | | Arquitecte: Judith Masana 2009 | pedra d'Armènia                                                                                 | Av. de l'Estadi, 65-69 -prop de l'accés al Palauet Albéniz- 41° 22′ 01″ N, 2° 09′ 26″ E / 41.36685°N,2.15712°E               | 08019/3102-1   | Khatxkar per l'amistat Catalunya-Armènia (Judith Masana) · Vegeu més fotos d'aquesta obra · Carregueu una nova foto d'aquesta obra                   |
| L'ou com balla, Homenatge als artistes del Poble-sec                                                                                    | | Escultor: Xavier Corberó obra de 1987, col·locada en l'actual emplaçament 1991 | basalt, marbre blanc i rosa                                                                     | Pl. del Setge de 1714 41° 22′ 27″ N, 2° 09′ 40″ E / 41.37426°N,2.16106°E                                                     | 08019/3104-1   | L'ou com balla (Xavier Corberó) · Carregueu una nova foto d'aquesta obra                                                                             |
| Dique seco | | Escultor: José Antonio Asensio 1991 | formigó amb encofrat de textures marineres (restes de barques i estris de pesca), fusta i ferro | Jardins de Sant Cristòfol amb pg. de la Zona Franca 41° 21′ 33″ N, 2° 08′ 12″ E / 41.35919°N,2.13678°E                       | 08019/3105-1   | Carregueu una nova foto d'aquesta obra |
| Tors de l'Estiu, Tors de l'Étè | | Escultor: Arístide Maillol, signada Arquitectes: Enric Steegmann, Beth Galí obra de 1911, edició número 5, en aquest emplaçament des del 1992                                                | bronze                                                                                          | Mirador del Palau Nacional, pòdium 41° 22′ 08″ N, 2° 09′ 08″ E / 41.36877°N,2.1523°E                                         | 08019/3108-1   | Tors de l'Estiu (Arístide Maillol) · Vegeu més fotos d'aquesta obra · Carregueu una nova foto d'aquesta obra                                         |
| Campana de la Pau | | Instal·lació: Beth Galí 1992 | campana de bronze, estructura d'acer laminat pintat                                             | Av. de l'Estadi, Piscines Picornell 41° 21′ 58″ N, 2° 09′ 08″ E / 41.36616°N,2.15219°E                                       | 08019/3109-1   | Campana de la Pau · Vegeu més fotos d'aquesta obra · Carregueu una nova foto d'aquesta obra                                                          |
| Feníxia | | Escultora: Sílvia Gubern 1992, instal·lada en aquest emplaçament 1993 | pedra artificial, vidre laminat i resina pintada                                                | Pg. de les Cascades, Montjuïc 41° 22′ 12″ N, 2° 09′ 15″ E / 41.36995°N,2.15408°E                                             | 08019/3111-1   | Feníxia (Sílvia Gubern) · Carregueu una nova foto d'aquesta obra                                                                                     |
| Amazona | | Escultura original de sèrie dels Tallers Lena, còpia actual de Salvador Mañosa obra de 1929, còpia en resina de 1992                                                                         | resina amb fibra de vidre                                                                       | Escalinates Cascada de Montjuïc 41° 22′ 10″ N, 2° 09′ 11″ E / 41.36931°N,2.15319°E                                           | 08019/3113-1   | Amazona (Tallers Lena) · Vegeu més fotos d'aquesta obra · Carregueu una nova foto d'aquesta obra                                                     |
| Guerrer | | Escultura original de sèrie dels Tallers Lena, còpia actual de Salvador Mañosa obra de 1929, còpia en resina de 1992                                                                         | resina amb fibra de vidre                                                                       | Escalinates Cascada de Montjuïc 41° 22′ 09″ N, 2° 09′ 11″ E / 41.36921°N,2.15294°E                                           | 08019/3113-2   | Guerrer (Tallers Lena) · Vegeu més fotos d'aquesta obra · Carregueu una nova foto d'aquesta obra                                                     |
| Silè ballant | | Escultura original de sèrie dels Tallers Lena, còpia actual de Salvador Mañosa obra de 1929, còpia en resina de 1992                                                                         | resina amb fibra de vidre                                                                       | Escalinates Cascada de Montjuïc 41° 22′ 12″ N, 2° 09′ 10″ E / 41.37002°N,2.15272°E                                           | 08019/3113-3   | Silè ballant (Tallers Lena) · Vegeu més fotos d'aquesta obra · Carregueu una nova foto d'aquesta obra                                                |
| Dorífor | | Escultura original de sèrie dels Tallers Lena, còpia actual de Salvador Mañosa obra de 1929, còpia en resina de 1992                                                                         | resina amb fibra de vidre                                                                       | Escalinates Cascada de Montjuïc 41° 22′ 12″ N, 2° 09′ 09″ E / 41.36993°N,2.15249°E                                           | 08019/3113-4   | Dorífor (Tallers Lena) · Carregueu una nova foto d'aquesta obra                                                                                      |
| Parc de les Tres Xemeneies | | Projecte original: Narcís Xifra, enginyer, i Domènec Balet, mestre d'obres Disseny del Parc: Pere Riera, Josep Maria Gutiérrez 1897-1917 (xemeneies), 1995 (parc)                            |                                                                                                 | Parc de les Tres Xemeneies 41° 22′ 28″ N, 2° 10′ 20″ E / 41.3745°N,2.17225°E                                                 | 08019/3114-1   | Parc de les Tres Xemeneies · Carregueu una nova foto d'aquesta obra                                                                                  |
| Memorial 1939-1945 | | Escultor: Leonard Glaser 1995 | pedra                                                                                           | Fossar de la Pedrera, accés pel Cementiri de Montjuïc 41° 21′ 20″ N, 2° 08′ 54″ E / 41.35549°N,2.14838°E                     | 08019/3115-1   | Memorial 1939-1945 (Leonard Glaser) · Vegeu més fotos d'aquesta obra · Carregueu una nova foto d'aquesta obra                                        |
| Relleu costat Llobregat | | Escultor: Antoni Parera, signada 1928-1929 | pedra arenisca                                                                                  | Pl. Carles Buïgas 41° 22′ 17″ N, 2° 09′ 04″ E / 41.37139°N,2.15122°E                                                         | 08019/3116-1   | Relleu costat Llobregat (Antoni Parera) · Vegeu més fotos d'aquesta obra · Carregueu una nova foto d'aquesta obra                                    |
| Relleu costat Besòs | | Escultor: Antoni Parera, signada 1928-1929 | pedra arenisca                                                                                  | Pl. Carles Buïgas 41° 22′ 18″ N, 2° 09′ 07″ E / 41.37163°N,2.15185°E                                                         | 08019/3117-1   | Relleu costat Besòs (Antoni Parera) · Vegeu més fotos d'aquesta obra · Carregueu una nova foto d'aquesta obra                                        |
| Als europeistes | | Disseny: Federico Correa, Alfonso Milà, Enric Satué 1998, actualització 2008 | pedra artificial                                                                                | Pl. d'Europa 41° 21′ 53″ N, 2° 08′ 57″ E / 41.36485°N,2.14914°E                                                              | 08019/3118-1   | Als europeistes · Carregueu una nova foto d'aquesta obra                                                                                             |
| Luci Minici Natal, Lucius Minicius Natalis                                                                                              | | Idea: Frederic-Pau Verrié 1992, calc de les restes del monument erigit a Olímpia (Grècia) després dels jocs de l'any 129 dC                                                                  | resina de poliester                                                                             | Av. de l'Estadi davant de l'INEFC 41° 21′ 56″ N, 2° 08′ 53″ E / 41.36564°N,2.14815°E                                         | 08019/3120-1   | Luci Minici Natal · Modifica el valor a Wikidata · Carregueu una nova foto d'aquesta obra                                                            |
| A Joseph Beuys | | Idea: Lluís Boada, Carles Hac Mor 1992, en l'emplaçament actual des de 1993 | pedra i alzines                                                                                 | Viver dels Tres Pins, Jardí de Petra Kelly 41° 21′ 58″ N, 2° 09′ 42″ E / 41.36601°N,2.16166°E                                | 08019/3121-1   | Carregueu una nova foto d'aquesta obra |
| Nu femení | | Escultora: Eulàlia Fàbregas de Sentmenat c. 1965, en l'emplaçament actual des de 2000 | marbre blanc                                                                                    | Jardins Joan Maragall 41° 22′ 01″ N, 2° 09′ 25″ E / 41.36685°N,2.15681°E                                                     | 08019/3122-1   | Nu femení (Eulàlia Fàbregas de Sentmenat) · Carregueu una nova foto d'aquesta obra                                                                   |
| Monuments simbòlics de la província de Kyonggi a Barcelona, Homenatge a l'atleta coreà guanyador de la marató als Jocs Olímpics de 1992 | Dedicat a Hwang Young-cho. Inscripció: Catalunya, país afavorit per l'art i la història / Barcelona, antiga i gloriosa ciutat / Kyonggi-do de Corea, terra d'oriental tranquil·litat / La seva llum brillant ens uneix / Ah! que sigui perpètua aquesta càlida amistat | Escultor: Kang Dae-Chul, signada 2001 | pedra i bronze                                                                                  | Av. de l'Estadi, davant de l'Estadi Olímpic 41° 21′ 59″ N, 2° 09′ 15″ E / 41.36628°N,2.15403°E                               | 08019/3123-1   | Monuments simbòlics de la província de Kyonggi a Barcelona (Kang Dae-Chul) · Vegeu més fotos d'aquesta obra · Carregueu una nova foto d'aquesta obra |
| Minerva | | Escultor: Joan Borrell i Nicolau 1928-1929, en l'actual emplaçament des de 2003 | pedra                                                                                           | Pg. de Santa Madrona, 49-51 41° 22′ 12″ N, 2° 09′ 19″ E / 41.37012°N,2.15524°E                                               | 08019/3124-1   | Minerva (Joan Borrell i Nicolau) · Carregueu una nova foto d'aquesta obra                                                                            |
| A Lluís Companys | Inscripció: LA GENERALITAT / DE CATALUNYA / A LA MEMÒRIA / DEL PRESIDENT / LLUÍS COMPANYS / EN EL 65è ANIVERSARI / DEL SEU AFUSELLAMENT / EN AQUEST LLOC / 15 D'OCTUBRE DE 2005 ESQUERRA REPUBLICANA DE CATALUNYA / A / LLUÍS COMPANYS i JOVER / I A TOTS ELS IMMOLATS PER LES / LLIBERTATS DE CATALUNYA / BARCELONA 18 - X - 78 | 1978, 2005 | pedra, marbre, acer                                                                             | Av. Castell de Montjuïc, 68 -Fossar de Santa Eulàlia- 41° 21′ 51″ N, 2° 09′ 57″ E / 41.36417°N,2.16576°E                     | 08019/3126-1   | A Lluís Companys · Carregueu una nova foto d'aquesta obra                                                                                            |
| Castellers de Sants | Dedicat als Castellers de Sants | Escultor: Josep Peraire Arquitecte: Manuel Sangenís i Josep M. Rosselló 2011 | pedra i formigó                                                                                 | Pl. Bonet i Muixí 41° 22′ 29″ N, 2° 08′ 12″ E / 41.37464°N,2.13663°E                                                         | 08019/3127-1   | Castellers de Sants (Josep Peraire) · Carregueu una nova foto d'aquesta obra                                                                         |
| Noia amb gos, Diana (desaparegut) | | Escultor: Josep Dunyach 1929, robada 1946 | bronze                                                                                          | Parc de Montjuïc -Jardins del Laribal-                                                                                       | 08019/3302-1   | Carregueu una nova foto d'aquesta obra |
| A Ildefons Cerdà (desaparegut) | | Disseny: Manuel Riera i Clavillé 1959, enderrocat 1970 | ferro i formigó                                                                                 | Pl. Cerdà | 08019/3303-1   | Carregueu una nova foto d'aquesta obra |
| L'ull de ferro | | Escultor: Pedro Delso 1969, 1975 | ferro                                                                                           | Metro L3 Estació Sants-Estació 41° 22′ 51″ N, 2° 08′ 30″ E / 41.38097°N,2.14168°E                                            | 08019/3430-1   | L'ull de ferro (Pedro Delso) · Vegeu més fotos d'aquesta obra · Carregueu una nova foto d'aquesta obra                                               |
| Mural ceràmic | | Escultors: Pedro Delso i Mauricio Sanguino 1969, 1975 | ceràmica                                                                                        | Metro L3 Estació Sants-Estació 41° 22′ 52″ N, 2° 08′ 31″ E / 41.38107°N,2.14196°E                                            | 08019/3431-1   | Carregueu una nova foto d'aquesta obra |
| Caravel·la | | Escultor: Ramon Cuello 1969 | metall                                                                                          | Pl. de Sants -Metro L5, Estació Plaça de Sants- 41° 22′ 32″ N, 2° 08′ 15″ E / 41.37546°N,2.13743°E                           | 08019/3432-1   | Caravel·la (Ramon Cuello) · Carregueu una nova foto d'aquesta obra                                                                                   |
| Conjunt de l'Estació Sants-Estació, Metro L5                                                                                            | | Disseny: Glòria Cot 1987 | acrílic sobre fusta                                                                             | Estació de Sants | 08019/3433-0   | Conjunt de l'Estació Sants-Estació (Glòria Cot) · Es creu que no es poden fer fotos lliures d'aquesta obra                                           |
| Mural del ferrocarril | | Escultor: L. Garciferrer 1970 | marbre i gres                                                                                   | Metro L5 Estació Plaça de Sants -accés per c. de Joan Güell- 41° 22′ 32″ N, 2° 08′ 06″ E / 41.37562°N,2.13509°E              | 08019/3435-1   | Mural del ferrocarril (L. Garciferrer) · Es creu que no es poden fer fotos lliures d'aquesta obra                                                    |
| Mural Estació Barcelona-Sants (des de 2006 al Museu del Ferrocarril de Vilanova i la Geltrú)                                            | | Escultor: Josep Maria Subirachs 1979 | formigó                                                                                         | Accés per pl. Països Catalans 41° 22′ 46″ N, 2° 08′ 28″ E / 41.37938°N,2.14105°E                                             | 08019/3436-1   | Carregueu una nova foto d'aquesta obra |
| Mural dels cercles | | Escultor: Juli Bono Peris 1979 | ceràmica                                                                                        | Estació Barcelona-Sants 41° 22′ 46″ N, 2° 08′ 28″ E / 41.37938°N,2.14105°E                                                   | 08019/3436-2   | Es creu que no es poden fer fotos lliures d'aquesta obra                                                                                             |
| Murals ceràmics | | 1970 | ceràmica                                                                                        | Metro L3, estació Paral·lel 41° 22′ 30″ N, 2° 10′ 08″ E / 41.374954°N,2.168990°E                                             | 08019/3437-1   | Murals ceràmics · Es creu que no es poden fer fotos lliures d'aquesta obra                                                                           |
| A Pascual Madoz | Inscripció: Barcelona a su hijo adoptivo el Excmo. Sr. Dn. Pascual Madoz | Escultor: Rafael Atché 1901 |                                                                                                 | Cementiri de Montjuïc, via de Sant Oleguer, núm. 31, agrupació 5a                                                            | 08019/3460-1   | A Pascual Madoz (Rafael Atché) · Carregueu una nova foto d'aquesta obra                                                                              |
| Als morts per França a la Primera Guerra Mundial                                                                                        | | Escultor: Gustau Violet 1925 |                                                                                                 | Cementiri de Montjuïc 41° 21′ 14″ N, 2° 09′ 06″ E / 41.35378°N,2.15156°E                                                     | 08019/3461-1   | Als morts per França a la Primera Guerra Mundial (Gustau Violet) · Carregueu una nova foto d'aquesta obra                                            |
| Mitgera de Sants | | Disseny: Joan Manuel Nicolàs 1990 | pintura                                                                                         | C. Sants, 99 - c. Antoni de Capmany 41° 22′ 31″ N, 2° 08′ 08″ E / 41.37526°N,2.13563°E                                       | 08019/3601-1   | Mitgera de Sants · Carregueu una nova foto d'aquesta obra                                                                                            |
| Mitgeres del Bestiari | | Texts de Joan Oliver (Pere Quart) Il·lustracions de Xavier Nogués 2011 | pintura, gravat i planxa metàl·lica                                                             | C. de la Constitució 120 i c. de la Riera Blanca 137-139 41° 22′ 10″ N, 2° 08′ 01″ E / 41.369377°N,2.133685°E                | 08019/3603-1   | Mitgeres del Bestiari · Carregueu una nova foto d'aquesta obra                                                                                       |
| Font Màgica, Font lluminosa | | Disseny: Carles Buïgas 1927-1928 | pedra, aigua, so i llum                                                                         | Pl. de Carles Buïgas 41° 22′ 16″ N, 2° 09′ 06″ E / 41.37119°N,2.15176°E                                                      | 08019/3801-1   | Font Màgica (Carles Buïgas) · Vegeu més fotos d'aquesta obra · Carregueu una nova foto d'aquesta obra                                                |
| Font de la Maternitat | | Escultor: Joan Borrell i Nicolau, signada 1929 | pedra i aigua                                                                                   | Av. Francesc Ferrer i Guàrdia, davant del Poble Espanyol 41° 22′ 10″ N, 2° 08′ 45″ E / 41.36947°N,2.14583°E                  | 08019/3802-1   | Font de la Maternitat (Joan Borrell i Nicolau) · Carregueu una nova foto d'aquesta obra                                                              |
| Rius de la Mediterrània. Ebre | | Escultor: Miquel Blay Arquitecte: Josep Maria Jujol 1928-1929 | marbre blanc                                                                                    | Pl. Espanya, Font de la Plaça Espanya 41° 22′ 30″ N, 2° 08′ 57″ E / 41.37506°N,2.14915°E                                     | 08019/3803-1   | Rius de la Mediterrània. Ebre (Miquel Blay) · Vegeu més fotos d'aquesta obra · Carregueu una nova foto d'aquesta obra                                |
| Rius de l'Atlàntic. Tajo i Guadalquivir                                                                                                 | | Escultor: Miquel Blay Arquitecte: Josep Maria Jujol 1928-1929 | marbre blanc                                                                                    | Pl. Espanya, Font de la Plaça Espanya 41° 22′ 30″ N, 2° 08′ 57″ E / 41.37506°N,2.14915°E                                     | 08019/3803-2   | Rius de l'Atlàntic. Tajo i Guadalquvir (Miquel Blay) · Vegeu més fotos d'aquesta obra · Carregueu una nova foto d'aquesta obra                       |
| Rius del Cantàbric | | Escultor: Miquel Blay Arquitecte: Josep Maria Jujol 1928-1929 | marbre blanc                                                                                    | Pl. Espanya, Font de la Plaça Espanya 41° 22′ 30″ N, 2° 08′ 57″ E / 41.37506°N,2.14915°E                                     | 08019/3803-3   | Rius del Cantàbric (Miquel Blay) · Vegeu més fotos d'aquesta obra · Carregueu una nova foto d'aquesta obra                                           |
| Braser i Victòries | | Escultor: Frederic Llobet Arquitecte: Josep Maria Jujol 1928-1929 | bronze amb armadura de ferro forjat                                                             | Pl. Espanya, Font de la Plaça Espanya 41° 22′ 30″ N, 2° 08′ 57″ E / 41.37506°N,2.14915°E                                     | 08019/3803-4   | Braser i Victòries (Frederic Llobet) · Vegeu més fotos d'aquesta obra · Carregueu una nova foto d'aquesta obra                                       |
| Abundantiae, L'Abundància | | Escultors: Miquel Oslé, Llucià Oslé, signada Arquitecte: Josep Maria Jujol 1928-1929 | bronze                                                                                          | Pl. Espanya, Font de la Plaça Espanya 41° 22′ 30″ N, 2° 08′ 57″ E / 41.37506°N,2.14915°E                                     | 08019/3803-5   | Abundantiae (Miquel i Llucià Oslé) · Vegeu més fotos d'aquesta obra · Carregueu una nova foto d'aquesta obra                                         |
| Navegatio, La Pesca i la Navegació | | Escultors: Miquel Oslé, Llucià Oslé; signada Arquitecte: Josep Maria Jujol 1928-1929 | bronze                                                                                          | Pl. Espanya, Font de la Plaça Espanya 41° 22′ 30″ N, 2° 08′ 57″ E / 41.37506°N,2.14915°E                                     | 08019/3803-6   | Navegatio (Miquel i Llucià Oslé) · Vegeu més fotos d'aquesta obra · Carregueu una nova foto d'aquesta obra                                           |
| Salus, La Salut Pública | | Escultors: Miquel Oslé, Llucià Oslé; signada Arquitecte: Josep Maria Jujol 1928-1929 | bronze                                                                                          | Pl. Espanya, Font de la Plaça Espanya 41° 22′ 30″ N, 2° 08′ 57″ E / 41.37506°N,2.14915°E                                     | 08019/3803-7   | Salus (Miquel i Llucià Oslé) · Carregueu una nova foto d'aquesta obra                                                                                |
| Font del Nen, Font del Niño | | Escultor: Agapit Vallmitjana i Barbany, signada 1880, en l'actual emplaçament des de 1970 | marbre blanc sobre pedestal de pedra                                                            | Jardins de Can Mantega 41° 22′ 44″ N, 2° 07′ 57″ E / 41.37891°N,2.13249°E                                                    | 08019/3804-1   | Font del Nen (Agapit Vallmitjana) · Carregueu una nova foto d'aquesta obra                                                                           |
| Font del Vell, Font del Xato, Neptú | | Escultor: Damià Campeny i Estrany 1816, en l'actual emplaçament des de 1975 | pedra                                                                                           | Pl. Sants 41° 22′ 33″ N, 2° 08′ 08″ E / 41.37586°N,2.13546°E                                                                 | 08019/3805-1   | Font del Vell (Damià Campeny i Estrany) · Vegeu més fotos d'aquesta obra · Carregueu una nova foto d'aquesta obra                                    |
| Font del carrer dels Vivers | | Escultor: Joan Borrell i Nicolau 1929 | pedra                                                                                           | C. Vivers 41° 22′ 01″ N, 2° 09′ 32″ E / 41.36696°N,2.15891°E                                                                 | 08019/3806-1   | Font del carrer dels Vivers (Joan Borrell i Nicolau) · Carregueu una nova foto d'aquesta obra                                                        |
| Font de Ceres, El Sortidor | | Escultor: Celdoni Guixà 1830, en l'actual emplaçament des de 1918 | pedra sobre font de pedra de Montjuïc                                                           | Plaça Sant Jordi 41° 22′ 01″ N, 2° 08′ 41″ E / 41.36705°N,2.14472°E                                                          | 08019/3807-1   | Font de Ceres (Celdoni Guixà) · Vegeu més fotos d'aquesta obra · Carregueu una nova foto d'aquesta obra                                              |
| Font de la Corporació Metropolitana, Homenatge a Joan Maragall                                                                          | | Escultor: Xavier Corberó 1985, retirada 2010 | bronze                                                                                          | Parc de l'Espanya Industrial 41° 22′ 39″ N, 2° 08′ 23″ E / 41.37745°N,2.13961°E                                              | 08019/3808-1   | Carregueu una nova foto d'aquesta obra |
| Font del Gat | | Escultor: Josep Antoni Homs Paisatge: Jean-Claude-Nicolas Forestier 1918 | pedra                                                                                           | Pl. Santa Madrona, Jardins Laribal 41° 22′ 04″ N, 2° 09′ 28″ E / 41.36768°N,2.15782°E                                        | 08019/3809-1   | Font del Gat (Josep Antoni Homs) · Vegeu més fotos d'aquesta obra · Carregueu una nova foto d'aquesta obra                                           |
| Dos Tritons, Dues fonts amb amorets | | Escultor: Tallers Lena, Josep Viladomat (atrib.) c 1929 | marbre blanc                                                                                    | Jardins Joan Maragall 41° 22′ 04″ N, 2° 09′ 21″ E / 41.36781°N,2.15587°E                                                     | 08019/3810-1   | Dos Tritons (Tallers Lena) · Carregueu una nova foto d'aquesta obra                                                                                  |
| Plaça dels Països Catalans | | Arquitectes: Helio Piñón, Albert Viaplana, amb la col·laboració d'Enric Miralles 1983 | granit rosa i estructures d'acer laminat                                                        | Pl. del Països Catalans 41° 22′ 48″ N, 2° 08′ 31″ E / 41.37996°N,2.14186°E                                                   | 08019/3815-1   | Plaça dels Països Catalans · Carregueu una nova foto d'aquesta obra                                                                                  |
| Els quatre angelots, Angelots de l'estany dels magnoliers                                                                               | | Escultora: Luisa Granero Arquitecte: Joaquim Casamor 1970 | bronze                                                                                          | Jardins Joan Maragall 41° 22′ 03″ N, 2° 09′ 16″ E / 41.3674°N,2.15431°E                                                      | 08019/3816-1   | Els quatre angelots (Luisa Granero) · Vegeu més fotos d'aquesta obra · Carregueu una nova foto d'aquesta obra                                        |
| Font del Mirador | | Disseny: Carles Buigas 1963 | aigua                                                                                           | Pl. del Mirador, Montjuïc 41° 22′ 01″ N, 2° 10′ 08″ E / 41.36684°N,2.16896°E                                                 | 08019/3818-1   | Font del Mirador (Carles Buigas) · Vegeu més fotos d'aquesta obra · Carregueu una nova foto d'aquesta obra                                           |
| Llançament | Col·lecció de fonts commemoratives dels Jocs Olímpics de 1992 | Escultor: Juan Bordes, signada Arquitectes: Oscar Tusquets, Carlos Díaz 1992 | bronze sobre base de pedra artificial negra                                                     | Palau Nacional de Montjuïc 41° 22′ 02″ N, 2° 09′ 04″ E / 41.3672°N,2.15124°E                                                 | 08019/3819-1   | Llançament (Juan Bordes) · Vegeu més fotos d'aquesta obra · Carregueu una nova foto d'aquesta obra                                                   |
| El Volcà del Paral·lel, La Carbonera | | Disseny: Pedro Barragán i serveis tècnics de l'Institut municipal de promoció urbanística i Jocs Olímpics de 1992 (IMPU) 1992                                                                | basalt i aigua nebulitzada                                                                      | Pl. Drassanes, av. del Paral·lel - pg. Josep Carner 41° 22′ 26″ N, 2° 10′ 34″ E / 41.37392°N,2.17624°E                       | 08019/3821-1   | El Volcà del Paral·lel (Pedro Barragán) · Carregueu una nova foto d'aquesta obra                                                                     |
| La Font de la Guatlla | | Disseny: María Luisa Aguado amb la col·laboració de Cinto Hom i Alícia Calmell 1997, amb elements reutilitzats del segle XVIII                                                               | pedra                                                                                           | C. Chopin 41° 22′ 14″ N, 2° 08′ 47″ E / 41.37068°N,2.1464°E                                                                  | 08019/3827-1   | La Font de la Guatlla (María Luisa Aguado) · Modifica el valor a Wikidata · Carregueu una nova foto d'aquesta obra                                   |
| Font de Bacus | | Escultor: Josep Antoni Homs (atrib.) 1919 | pedra de Montjuïc                                                                               | Parc de Montjuïc, darrera de l'Institut Cartogràfic de Catalunya 41° 22′ 08″ N, 2° 09′ 25″ E / 41.36892°N,2.15686°E          | 08019/3838-1   | Font de Bacus (Josep Antoni Homs) · Carregueu una nova foto d'aquesta obra                                                                           |
| Font plaça del Fènix | | c 1876 | ferro                                                                                           | Pl. del Fènix 41° 22′ 13″ N, 2° 08′ 05″ E / 41.37026°N,2.13464°E                                                             | 08019/3839-1   | Font plaça del Fènix · Carregueu una nova foto d'aquesta obra                                                                                        |
| Soldat sapador (desaparegut) | | Autor desconegut 1942, en aquest emplaçament des de 1996, tancat al públic definitivament 2009                                                                                               | granit                                                                                          | Entrada Museu Militar de Montjuïc 41° 21′ 49″ N, 2° 10′ 00″ E / 41.36358°N,2.16663°E                                         | 08019/3910-1   | Carregueu una nova foto d'aquesta obra |
| Talla mètrica de la natura | | Disseny: Valérie Bergeron 2000 | formigó blanc, ceràmica, acer inoxidable i arbres                                               | Fossat d'entrada al Castell de Montjuïc 41° 21′ 48″ N, 2° 10′ 04″ E / 41.36326°N,2.16766°E                                   | 08019/3911-1   | Talla mètrica de la natura (Valérie Bergeron) · Carregueu una nova foto d'aquesta obra                                                               |
| Four Wings, Quatre Ales | | Escultor: Alexander Calder, signada 1972, en l'actual emplaçament des de 1976 | acer pintat                                                                                     | Pl. Neptú -entrada Fundació Joan Miró- 41° 22′ 06″ N, 2° 09′ 35″ E / 41.36825°N,2.15984°E                                    | 08019/3912-1   | Quatre Ales (Alexander Calder) · Vegeu més fotos d'aquesta obra · Carregueu una nova foto d'aquesta obra                                             |
| Personatge | | Escultor: Joan Miró, signada 1970, en l'actual emplaçament des de 1997 | bronze                                                                                          | Pl. Neptú -entrada Fundació Joan Miró- 41° 22′ 07″ N, 2° 09′ 36″ E / 41.36849°N,2.15998°E                                    | 08019/3914-1   | Personatge (Joan Miró) · Vegeu més fotos d'aquesta obra · Carregueu una nova foto d'aquesta obra                                                     |
| Peveter Olímpic | | Disseny: Ramon Bigas, Pep Sant, Associate Designers 1992 | acer inoxidable                                                                                 | Estadi Olímpic de Montjuïc Lluís Companys 41° 21′ 57″ N, 2° 09′ 20″ E / 41.3659°N,2.15561°E                                  | 08019/3915-1   | Peveter Olímpic · Vegeu més fotos d'aquesta obra · Carregueu una nova foto d'aquesta obra                                                            |
| A Petra Kelly | | Escultora: Olga Ricart 1993 | pedra arenisca                                                                                  | Jardins Petra Kelly 41° 21′ 56″ N, 2° 09′ 46″ E / 41.36545°N,2.16273°E                                                       | 08019/3916-1   | Carregueu una nova foto d'aquesta obra |
| Tors Olímpic | | Escultora: Rosa Serra, signada 1991 | bronze                                                                                          | Av. de l'Estadi, davant l'edifici INEFC 41° 21′ 55″ N, 2° 08′ 51″ E / 41.36536°N,2.14742°E                                   | 08019/3917-1   | Tors Olímpic (Rosa Serra) · Carregueu una nova foto d'aquesta obra                                                                                   |
| Creu del Poble Espanyol | | Escultor: Eduardo Parrado Conde 1970 | pedra artificial                                                                                | Av. Francesc Ferrer i Guàrdia, 13 -entrada Poble Espanyol- 41° 22′ 09″ N, 2° 08′ 47″ E / 41.36903°N,2.14632°E                | 08019/3919-1   | Creu del Poble Espanyol (Eduardo Parrado Conde) · Carregueu una nova foto d'aquesta obra                                                             |
| Font de Can Sabaté | | Disseny: Daniel Navas, Neus Solé, Imma Jansana 1984 | marbre verd gressoney, llautó i aigua                                                           | Jardins de Can Sabaté 41° 21′ 48″ N, 2° 08′ 18″ E / 41.36325°N,2.13832°E                                                     | 08019/3921-1   | Font de Can Sabaté · Carregueu una nova foto d'aquesta obra                                                                                          |
| Escorpiano, Procés evolutiu | | Escultor: José Antonio Asensio 1994 | planxes de ferro, vidre, resina i llautó (rellotge)                                             | Jardins de la Casa del Rellotge 41° 21′ 30″ N, 2° 08′ 31″ E / 41.358215°N,2.142027°E                                         | 08019/3922-1   | Escorpiano (José Antonio Asensio) · Modifica el valor a Wikidata · Carregueu una nova foto d'aquesta obra                                            |
| Dona amb nen | | Escultor: Carlos Ridaura, signada 1928, col·locada en aquest emplaçament 1985 | pedra                                                                                           | Av. Paral·lel 41° 22′ 29″ N, 2° 09′ 12″ E / 41.3748°N,2.15344°E                                                              | 08019/3924-1   | Dona amb nen (Carlos Ridaura) · Carregueu una nova foto d'aquesta obra                                                                               |
| Els aurigues olímpics | | Escultor: Pau Gargallo, còpies de Marta Polo 1929; còpia 1989 | còpies en resina acabat bronze                                                                  | Estadi Olímpic de Montjuïc Lluís Companys 41° 21′ 54″ N, 2° 09′ 16″ E / 41.364878°N,2.154514°E                               | 08019/3925-0   | Els aurigues olímpics (Carlos Ridaura) · Vegeu més fotos d'aquesta obra · Carregueu una nova foto d'aquesta obra                                     |
| Figura jacent | | Escultor: Xavier Garcés 2003, 2004 | terracota-gres                                                                                  | Av. Francesc Ferrer i Guàrdia, 13, davant el Museu Fran Daurel 41° 22′ 10″ N, 2° 08′ 58″ E / 41.369353°N,2.149434°E          | 08019/3926-27  | Figura jacent (Xavier Garcés) · Carregueu una nova foto d'aquesta obra                                                                               |
| Passeig de la Fama | | Disseny: Enric Satué 2006, 2007 | bronze                                                                                          | Av. de l'Estadi, 60 -Museu Olímpic i de l'Esport de Barcelona- 41° 21′ 59″ N, 2° 09′ 27″ E / 41.36647°N,2.15745°E            | 08019/3927-1   | Passeig de la Fama (Enric Satué) · Carregueu una nova foto d'aquesta obra                                                                            |
| Arbres bessons | | Disseny: Arata Isozaki 2001 | acer corten i vidre laminat                                                                     | Av. Francesc Ferrer i Guàrdia 41° 22′ 17″ N, 2° 09′ 00″ E / 41.3714°N,2.15006°E                                              | 08019/3931-1   | Arbres bessons (Arata Isozaki) · Vegeu més fotos d'aquesta obra · Carregueu una nova foto d'aquesta obra                                             |
| Z | Logotip del Consorci Zona Franca | Disseny: Claret Serrahima 1993 | formigó armat                                                                                   | C. Número 62, davant Edifici Àrea Metropolitana 41° 20′ 48″ N, 2° 08′ 39″ E / 41.346669°N,2.144097°E                         | 08019/3932-1   | Carregueu una nova foto d'aquesta obra |
| Mural de les Olles | | Escultor: Frederic Amat, signada 2001 | ceràmica                                                                                        | Ciutat del Teatre 41° 22′ 15″ N, 2° 09′ 25″ E / 41.37095°N,2.1569°E                                                          | 08019/3937-1   | Mural de les Olles (Frederic Amat) · Carregueu una nova foto d'aquesta obra                                                                          |
| Agulla | | Escultor: Tom Carr, signada en placa 1988-1990 | formigó armat i pintura blava                                                                   | Pl. Neptú -Jardí d'escultures de la Fundació Joan Miró- 41° 22′ 10″ N, 2° 09′ 37″ E / 41.36934°N,2.16035°E                   | 08019/3939-1   | Agulla (Tom Carr) · Vegeu més fotos d'aquesta obra · Carregueu una nova foto d'aquesta obra                                                          |
| Transparent, el paisatge | | Escultor: Pep Duran, signada en placa 1990 | carretons de ferro, portes de vidre, goma i trava de niló                                       | Pl. Neptú -Jardí d'escultures de la Fundació Joan Miró- 41° 22′ 09″ N, 2° 09′ 37″ E / 41.36903°N,2.16028°E                   | 08019/3940-1   | Transparent, el paisatge (Pep Duran) · Carregueu una nova foto d'aquesta obra                                                                        |
| Ctonos | | Escultor: Gabriel, signada en placa 1988 | marbre, ferro i plom                                                                            | Pl. Neptú -Jardí d'escultures de la Fundació Joan Miró- 41° 22′ 09″ N, 2° 09′ 37″ E / 41.36927°N,2.16018°E                   | 08019/3941-1   | Ctonos (Gabriel Sáenz) · Vegeu més fotos d'aquesta obra · Carregueu una nova foto d'aquesta obra                                                     |
| Teulada | | Escultor: Perejaume, signada en placa 1990 | teules, aigua i grava                                                                           | Pl. Neptú -Jardí d'escultures de la Fundació Joan Miró- 41° 22′ 08″ N, 2° 09′ 37″ E / 41.36893°N,2.1604°E                    | 08019/3942-1   | Teulada (Perejaume) · Carregueu una nova foto d'aquesta obra                                                                                         |
| Gran avió d'hèlix blava | | Escultor: Josep Maria Riera Aragó, signada en placa 1990 | ferro pintat                                                                                    | Pl. Neptú -Jardí d'escultures de la Fundació Joan Miró- 41° 22′ 08″ N, 2° 09′ 38″ E / 41.36891°N,2.1606°E                    | 08019/3943-1   | Gran avió d'hèlix blava (Josep Maria Riera Aragó) · Carregueu una nova foto d'aquesta obra                                                           |
| Dell'Arte II | | Escultor: Jaume Plensa, signada en placa 1990 | bronze, ferro i ciment                                                                          | Pl. Neptú -Jardí d'escultures de la Fundació Joan Miró- 41° 22′ 07″ N, 2° 09′ 39″ E / 41.36869°N,2.16073°E                   | 08019/3944-1   | Dell'Arte II (Jaume Plensa) · Carregueu una nova foto d'aquesta obra                                                                                 |
| Gran fus | | Escultor: Enric Pladevall, signada en placa 1988 | ferro, zenc i fusta                                                                             | Pl. Neptú -Jardí d'escultures de la Fundació Joan Miró- 41° 22′ 08″ N, 2° 09′ 38″ E / 41.36876°N,2.16054°E                   | 08019/3945-1   | Gran fus (Enric Pladevall) · Carregueu una nova foto d'aquesta obra                                                                                  |
| La classe de música | | Escultor: Cado Manrique, signada en placa 2002 | ferro                                                                                           | Pl. Neptú -Jardí d'escultures de la Fundació Joan Miró- 41° 22′ 08″ N, 2° 09′ 38″ E / 41.36881°N,2.16068°E                   | 08019/3946-1   | La classe de música (Cado Manrique) · Carregueu una nova foto d'aquesta obra                                                                         |
| Gènesi | | Escultor: Ernest Altés, signada en placa 2002 | granit i ferro                                                                                  | Pl. Neptú -Jardí d'escultures de la Fundació Joan Miró- 41° 22′ 07″ N, 2° 09′ 39″ E / 41.36861°N,2.16078°E                   | 08019/3947-1   | Gènesi (Ernest Altés) · Carregueu una nova foto d'aquesta obra                                                                                       |
| D.T: 1988-2002 | | Escultor: Sergi Aguilar, signada en placa 2002 | acer                                                                                            | Pl. Neptú -Jardí d'escultures de la Fundació Joan Miró- 41° 22′ 09″ N, 2° 09′ 38″ E / 41.36903°N,2.16057°E                   | 08019/3948-1   | D.T: 1988-2002 (Sergi Aguilar) · Carregueu una nova foto d'aquesta obra                                                                              |
| Als artillers | | Autor desconegut obra de data desconeguda, en aquest emplaçament des de 1996, traslladada a Figueres 2009                                                                                    | pedra                                                                                           | Ctra. de Montjuïc, 66 -Castell de Montjuïc- 41° 21′ 48″ N, 2° 09′ 53″ E / 41.36338°N,2.16482°E                               | 08019/3949-1   | Es creu que no es poden fer fotos lliures d'aquesta obra                                                                                             |
| Mil·lenari de Catalunya | | Autor desconegut 1989, reconstrucció 2000 | pedra i acer inoxidable                                                                         | Camí de l'Esparver 41° 21′ 23″ N, 2° 08′ 53″ E / 41.35646°N,2.14806°E                                                        | 08019/3950-1   | Carregueu una nova foto d'aquesta obra |
| Mesura | | Disseny: Willy Müller 1992 | acer                                                                                            | C. Major de Mercabarna 41° 19′ 53″ N, 2° 06′ 56″ E / 41.331304°N,2.115638°E                                                  | 08019/3951-1   | Carregueu una nova foto d'aquesta obra |
| La passejant | | Escultor: Xavier Corberó 2002 | basalt                                                                                          | Parc Logístic de la Zona Franca 41° 20′ 23″ N, 2° 07′ 23″ E / 41.339755°N,2.12294°E                                          | 08019/3952-1   | La passejant (Xavier Corberó) · Modifica el valor a Wikidata · Carregueu una nova foto d'aquesta obra                                                |
| Memorial de la SIDA | Lloses amb un poema de Miquel Martí i Pol, promogut per Projecte dels Noms | Serveis tècnics de Parcs i Jardins: Disseny: Patrizia Falcone, amb la col·laboració de Lluís Abad Garcia 2003                                                                                | pedra en paisatge                                                                               | Jardí d'Aclimatació de Barcelona, Parc de Montjuïc 41° 21′ 56″ N, 2° 09′ 13″ E / 41.36546°N,2.15353°E                        | 08019/3953-1   | Memorial de la SIDA (Patrizia Falcone) · Vegeu més fotos d'aquesta obra · Carregueu una nova foto d'aquesta obra                                     |
| Escultures al Pavelló de la Ciutat de Barcelona                                                                                         | | Escultor: Eusebi Arnau, Frederic Marès Arquitecte: Josep Goday 1929 |                                                                                                 | Pl. Carles Buigas -Montjuïc- 41° 22′ 19″ N, 2° 09′ 13″ E / 41.37186°N,2.15357°E                                              | 08019/333001-1 | Escultures al Pavelló de la Ciutat de Barcelona (Eusebi Arnau) · Vegeu més fotos d'aquesta obra · Carregueu una nova foto d'aquesta obra             |
| Alegoría de la Marina, Al·legoria de la Marina                                                                                          | | Escultor: Benito Maín Arquitecte: Jaime Pérez 2015 | pedra, ferro, acer inoxidable, acer corten i coure                                              | Pl. del Moviment Obrer 41° 21′ 24″ N, 2° 08′ 28″ E / 41.356549°N,2.141184°E                                                  | 08019/3134-1   | Alegoría de la Marina · Modifica el valor a Wikidata · Carregueu una nova foto d'aquesta obra                                                        |